# مارتن أندرسون (لاعب كرة قدم)
مارتن أندرسون (بالسويدية: Martin Andersson)‏ (و. 1982  م) هو لاعب كرة قدم، من السويد، ولد في إنشوبينغ، يلعب كلاعب وسط.